# Carlos Ibargüen Parra
Carlos Ibargüen (nacido en Medellín, Antioquia, Colombia, el 29 de octubre de 1990) es un futbolista profesional colombiano, se desempeña en el terreno de juego como mediocampista y su equipo actual es el Atlético Vega Real de la Liga Dominicana de Fútbol.

## Clubes
| Club                | País                 | Año                 | PJ | Goles |
| ------------------- | -------------------- | ------------------- | -- | ----- |
| La Equidad          | Colombia             | 2012-2016           | 13 | 0     |
| Veracruz            | México               | 2016-2017           | 8  | 0     |
| Atlético Vega Real  | República Dominicana | 2017-presente       | 22 | 4     |
| Total en su carrera | Total en su carrera  | Total en su carrera | 14 | 0     |